# Obóz internowanych i jeńców polskich w Kosaczowie
Obóz internowanych i jeńców polskich w Kosaczowie – obóz w Kosaczowie na przedmieściach Kołomyi, utworzony przez władze Zachodnioukraińskiej Republiki Ludowej dla internowanych, głównie Polaków i jeńców polskich z wojny polsko-ukraińskiej. Istniał od listopada 1918 do 24 maja 1919 (do czasu zajęcia Kołomyi przez członków Polskiej Organizacji Wojskowej).

## Historia
Wybór Kołomyi nie był przypadkowy, ponieważ miasto znajdowało się w znacznej odległości od linii frontu wojny polsko-ukraińskiej toczonej w latach 1918–1919. W obozie przebywali głównie Polacy, ale również przedstawiciele innych narodowości: Niemcy, Węgrzy, Rumuni, Czesi i Ukraińcy. Pierwsi jeńcy wojenni i cywilni byli polskiego pochodzenia i pochodzili z rejonów Lwowa, Przemyśla, Sambora, Drohobycza, Borysławia, Kałusza, Stanisławowa, Bóbrki, Horodenki, Chodorowa, Tyśmienicy i Buczacza. Początkowo większość internowanych przebywała w celach więziennych, a niektórzy w więzieniu na ulicy Romanowskiego. Kiedy więzienie zostało zapełnione, więźniowie zostali przeniesieni do szkoły im. Barona Hirscha przy ulicy Kopernika. Osoby chore i ranne umieszczono w szpitalu, również przy ulicy Kopernika. W przeciwieństwie do wojskowych i intelektualistów, zatrzymanych chłopów i robotników osiedlano w okolicznych polskich wsiach – Święty Józef i Święty Stanisław.
Komendantem obozu dla internowanych i jeńców wojennych w Kołomyi, porucznik Josyp Czajkowskij i komendant miasta Prymak, który przed wojną był profesorem w Państwowym Gimnazjum z ukraińskim językiem wykładowym w Kołomyi, a jego zastępcą był Halibej. 6 grudnia 1918 komendant wydał rozkaz przeniesienia wszystkich internowanych do koszar w Kosaczowie – podmokłym przedmieściu Kołomyi. Przed I wojną światową budowano tam koszary, w których mieścił się inwentarz żywy dla armii austro-węgierskiej. Internowanych umieszczono w siedmiu drewnianych barakach. W okresie istnienia obozu łącznie przeszło przez niego od 4000 do 5000 osób, a od 800 do 1300 osób zmarło, przy czym tylko 467 zgonów zostało udokumentowanych. Nie zachowały się żadne bardziej precyzyjne informacje o liczbie osób przebywających w obozie w okresie jego funkcjonowania. Jedyny znany zapis mówi, że na początku lutego 1919 w Kołomyi przebywało w nim 3484 internowanych i jeńców wojennych.
Panujące w obozie warunki były złe ze względu na to, że nie były przystosowane do przebywania w nich ludzi. Było to widoczne szczególnie w zimę, bowiem baraki nie miały odpowiedniego systemu grzewczego. Jedzenie było ubogie w witaminy i kalorie, rozprzestrzeniały się choroby zakaźne takie jak dur brzuszny, tyfus plamisty, czerwonka. Celem pomocy przebywającym w obozie w Kołomyi stworzono „Komitet Opieki Pań Polek Opieki nad Internowanymi” nad jeńcami wojennymi i osobami internowanymi, któremu przewodniczyła Leokadia Miziewiczowa. W lutym 1919 Komitetowi zezwolono na otwarcie w obozie szpitala przewidzianego na 60 łóżek z dwiema pielęgniarkami i dwoma lekarzami. 20 marca 1919 do Kołomyi przybyła szwajcarska misja Czerwonego Krzyża pod przewodnictwem dr Fuke, aby sprawdzić stan obozu i ocenić sytuację internowanych i jeńców wojennych w Kosaczowie.
Stosunek przedstawicieli władz administracyjnych obozu wobec uwięzionych był różny – od tolerancyjnego, po konfliktowy. Po wycofaniu się wojsk ukraińskich z Kołomyi 24 maja 1919 r. Ivan Gdulia przekazał „Komitetowi Opieki Pań” 40 000 hrywien od rządu Zachodnioukraińskiej Republiki Ludowej na wypłaty zasiłków dla internowanych. Ze względu jednak, że była to kwota o 80 000 hrywien za mała w stosunku do sum, jakie należało wypłacić dla wszystkich, Komitet zdecydował o przekazaniu otrzymanych środków władzom polskim.
W obozie byli internowani m.in. oficerowie 3 pułku ułanów (z płk. Władysławem Orzechowskim na czele) i 90 pułku piechoty, ponad 100 zakładników z Borysławia, ponadto z Sambora i Skolego, 26 księży jezuitów z Chyrowa, wyżsi urzędnicy kolejowi.
Po wyzwoleniu obozu ruszyły z niego cztery transporty kolejowe, w których przebywali byli internowani i jeńcy wojenni: 31 maja wyjechało 606 osób, 5 czerwca – 579 osób; 12 czerwca – 60 osób, natomiast kolejne 83 osoby wyjechały pociągiem sanitarnym. W Kołomyi, w szpitalu zakaźnym, zostali tylko poważnie chorzy.
Wszyscy zmarli zostali pochowani na katolickim cmentarzu w Kołomyi, w pobliżu kwater wojskowych z okresu I wojny światowej. 10 września 1922 na cmentarzu wzniesiono wspólny żelbetowy pomnik Ofiar Kosaczowa, który składał się z muru, przed którym wzniesiono duży krzyż o wysokości ok. 8 m na trzy poziomowym fundamencie z łańcuchem i kajdanami. Na ścianie zamontowano białe marmurowe tablice z nazwiskami zmarłych. Wzniesiony pomnik powstał dzięki darczyńcom, a wykonał go miejscowy artysta Stanisław Daczyński.
Po 1946 marmurowe tablice z nazwiskami zmarłych zostały zniszczone, a w latach 90. oderwano łańcuch od krzyża. Pomnik został w 1995 odrestaurowany (z wyjątkiem marmurowych tablic). Pracami zarządzał Janusz Smaza, Kierownik Wydziału Konserwacji i Restauracji Rzeźby Kamiennej i Elementów Architektury warszawskiej Akademii Sztuk Pięknych. Koszty restauracji pokryła Rada Ochrony Pamięci Walki i Męczeństwa.